# Філліпс (округ, Монтана)
Шаблон:StateAbbr_ 48°16′ пн. ш. 107°55′ зх. д. / 48.26° пн. ш. 107.92° зх. д.
Округ  Філліпс (англ. Phillips County) — округ (графство) у штаті  Монтана, США. Ідентифікатор округу 30071.

## Історія
Округ утворений 1915 року.

## Демографія
За даними перепису 
2000 року 
загальне населення округу становило 4601 осіб, усе сільське.
Серед мешканців округу чоловіків було 2305, а жінок — 2296. В окрузі було 1848 домогосподарств, 1241 родин, які мешкали в 2502 будинках.
Середній розмір родини становив 3,03.
Віковий розподіл населення поданий у таблиці:
| Стать    | До 15 років | 15-21 | 22-29 | 30-39 | 40-49 | 50-65 | 65-85 | Понад 85 |
| -------- | ----------- | ----- | ----- | ----- | ----- | ----- | ----- | -------- |
| Чоловіки | 527         | 232   | 105   | 280   | 411   | 383   | 331   | 36       |
| Жінки    | 453         | 217   | 122   | 295   | 384   | 381   | 356   | 88       |

## Суміжні округи
- Rural Municipality of Lone Tree No. 18[en] — північ
- Rural Municipality of Val Marie No. 17[en] — північ
- Rural Municipality of Mankota No. 45[en] — північний схід
- Блейн — захід
- Ферґус — південний захід
- Петролеум — південь
- Ґарфілд — південний схід
- Веллі — схід

## Виноски
1. ↑  U.S. Decennial Census. United States Census Bureau. Процитовано 29 листопада 2014.
2. ↑  Historical Census Browser. University of Virginia Library. Архів оригіналу за 11 серпня 2012. Процитовано 29 листопада 2014.
3. ↑  Population of Counties by Decennial Census: 1900 to 1990. US Census Bureau. Процитовано 29 листопада 2014.
4. ↑  Census 2000 PHC-T-4. Ranking Tables for Counties: 1990 and 2000 (PDF). US Census Bureau. Процитовано 29 листопада 2014.
5. ↑  State & County QuickFacts. US Census Bureau. Архів оригіналу за 6 червня 2011. Процитовано 16 вересня 2013. [Архівовано 2011-06-06 у Wayback Machine.](англ.) Наведено за англійською вікіпедією.
6. ↑  American FactFinder. Бюро перепису населення США. Архів оригіналу за 26 лютого 2012. Процитовано 31 січня 2008. [Архівовано 2008-05-21 у Wayback Machine.]

| США | Це незавершена стаття з географії США. Ви можете допомогти проєкту, виправивши або дописавши її. |